# Anna Hagman
Anna Josefina Hagman (nascida Nordström; 27 de dezembro de 1895 – 18 de abril de 2006) foi uma supercentenária das Ilhas Åland (que é um território da Finlândia). Ela provavelmente é a pessoa mais velha da história das Ilhas Åland.

## Biografia
Anna Hagman nasceu em 27 de dezembro de 1895 em Saltvik. Seus pais eram Magnus Robert Nordström (nascido em 14 de dezembro de 1859) e Albertina Josefina Öhman (nascida em 2 de novembro de 1864).  Ela teve uma filha, Astrid, aos 22 anos de idade em 1918. Ela teve 3 outros filhos, uma filha e 2 filhos. Anna trabalhou como empregada doméstica.
Anna mudou-se para uma casa de repouso em Saltvik quando tinha 106 ou 107 anos. De acordo com sua filha, Astrid Lundberg (que tinha 87 anos no momento do 110.º aniversário da mãe), seu segredo para viver uma vida longa é a alegria, a positividade e o desejo de trabalhar duro.
Anna Hagman tornou-se a pessoa viva mais velha da Finlândia quando Hilda Häkkinen morreu na véspera de Ano Novo de 2005. Anna faleceu em 18 de abril de 2006 aos 110 anos e 112 dias.